# Argentinska rallyt 2008
Argentinska rallyt 2008 är den fjärde deltävlingen i Rally-VM 2008 och det 28:e Argentinska rallyt i ordningen. Rallyt ägde rum 28–30 mars 2008 i Córdobaprovinsen.

## Slutställning
| Plac. | Förare            | Kartläsare           | Bil                      | Tid       | Tidsskillnad | Poäng |
| ----- | ----------------- | -------------------- | ------------------------ | --------- | ------------ | ----- |
| 1.    | Sébastien Loeb    | Daniel Elena         | Citroën C4               | 4.05.48,6 | -            | 10    |
| 2.    | Chris Atkinson    | Stéphane Prévot      | Subaru Impreza           | 4.08.21,8 | 2.33,2       | 8     |
| 3.    | Daniel Sordo      | Marc Marti           | Citroën C4               | 4.09.53,3 | 4.04,7       | 6     |
| 4.    | Conrad Rautenbach | David Senior         | Citroën C4               | 4.25.52,1 | 20.03,5      | 5     |
| 5.    | Mikko Hirvonen    | Jarmo Lehtinen       | Ford Focus RS            | 4.31.03,9 | 25.15,3      | 4     |
| 6.    | Federico Villagra | Jorge Pérez Companc  | Ford Focus RS            | 4.33.30,6 | 27.42,0      | 3     |
| 7.    | Gigi Galli        | Giovanni Bernacchini | Ford Focus RS            | 4.33.40,4 | 27.51,8      | 2     |
| 8.    | Andreas Aigner    | Klaus Wicha          | Mitsubishi Lancer Evo IX | 4.34.47,9 | 28.59,3      | 1     |

## Specialsträckor
| Dag        | Etapp | Namn                                   | Längd    | Vinnare     | Tid     | Snitthast. | Rallyledare |
| ---------- | ----- | -------------------------------------- | -------- | ----------- | ------- | ---------- | ----------- |
| 1 (28 mar) | SS1   | La Cumbre – Agua de Oro 1              | 18,70 km | M. Hirvonen | 16.29,3 | 68,0 km/h  | M. Hirvonen |
| 1 (28 mar) | SS2   | Ascochinga – La Cumbre 1               | 23,28 km | M. Hirvonen | 14.59,6 | 93,2 km/h  | M. Hirvonen |
| 1 (28 mar) | SS3   | Capilla del Monte – San Marcos 1       | 22,95 km | J. Latvala  | 17.39,7 | 78,0 km/h  | M. Hirvonen |
| 1 (28 mar) | SS4   | San Marcos – Charbonier 1              | 9,61 km  | M. Hirvonen | 6.38,3  | 86,9 km/h  | M. Hirvonen |
| 1 (28 mar) | SS5   | Ascochinga – La Cumbre 2               | 23,28 km | S. Loeb     | 14.51,3 | 94,0 km/h  | S. Loeb     |
| 1 (28 mar) | SS6   | Capilla del Monte – San Marcos 2       | 22,95 km | J. Latvala  | 17.23,1 | 79,2 km/h  | S. Loeb     |
| 1 (28 mar) | SS7   | San Marcos – Charbonier 2              | 9,61 km  | G. Galli    | 6.33,5  | 87,9 km/h  | S. Loeb     |
| 1 (28 mar) | SS8   | La Cumbre – Agua de Oro 2              | 18,70 km | J. Latvala  | 17.02,3 | 65,9 km/h  | S. Loeb     |
| 1 (28 mar) | SS9   | Estadio Cordoba 1                      | 3,50 km  | C. Atkinson | 1.39,4  | 126,8 km/h | S. Loeb     |
| 2 (29 mar) | SS10  | Santa Monica – Amboy 1                 | 22,17 km | P. Solberg  | 12.02,7 | 110,4 km/h | S. Loeb     |
| 2 (29 mar) | SS11  | Villa del Dique – Las Bajadas 1        | 16,41 km | S. Loeb     | 9.10,0  | 107,4 km/h | S. Loeb     |
| 2 (29 mar) | SS12  | San Agustin – Villa General Belgrano 1 | 16,31 km | S. Loeb     | 11.26,5 | 85,5 km/h  | S. Loeb     |
| 2 (29 mar) | SS13  | Santa Rosa – San Agustin 1             | 21,41 km | C. Atkinson | 13.37,3 | 94,3 km/h  | S. Loeb     |
| 2 (29 mar) | SS14  | Santa Monica – Amboy 2                 | 22,17 km | P. Solberg  | 11.37,2 | 114,5 km/h | S. Loeb     |
| 2 (29 mar) | SS15  | Villa del Dique – Las Bajadas 2        | 16,41 km | S. Loeb     | 8.57,8  | 109,8 km/h | S. Loeb     |
| 2 (29 mar) | SS16  | San Agustin – Villa General Belgrano 2 | 16,31 km | P. Solberg  | 11.18,8 | 86,5 km/h  | S. Loeb     |
| 2 (29 mar) | SS17  | Santa Rosa – San Agustin 2             | 21,41 km | P. Solberg  | 13.23,6 | 95,9 km/h  | S. Loeb     |
| 2 (29 mar) | SS18  | Estadio Cordoba 2                      | 3,50 km  | P. Solberg  | 1.40,6  | 125,2 km/h | S. Loeb     |
| 3 (30 mar) | SS19  | Mina Clavero – Giulio Cesare           | 24,70 km | J. Latvala  | 19.57,9 | 74,2 km/h  | S. Loeb     |
| 3 (30 mar) | SS20  | El Condor – Copina                     | 16,06 km | S. Loeb     | 15.08,6 | 63,6 km/h  | S. Loeb     |
| 3 (30 mar) | SS21  | Estadio Cordoba 3                      | 2,63 km  | J. Latvala  | 2.13,3  | 71,0 km/h  | S. Loeb     |